# اوکی فیلد
اوکی فیلد (انگلیسی: Oakey Field; ۱۱ دسامبر ۱۸۷۸ – ۲۹ اکتبر ۱۹۴۹) بازیکن فوتبال اهل بریتانیا بود.
از باشگاه‌هایی که در آن بازی کرده‌است می‌توان به باشگاه فوتبال شفیلد یونایتد، باشگاه فوتبال بیرمنگام سیتی، و باشگاه فوتبال برنتفورد اشاره کرد.